# Maria Terwiel
Maria Terwiel, detta Mimi (Boppard, 7 giugno 1910 – Berlino, 5 agosto 1943), è stata un'antifascista tedesca, combattente della resistenza tedesca contro il regime nazista attiva a Berlino.

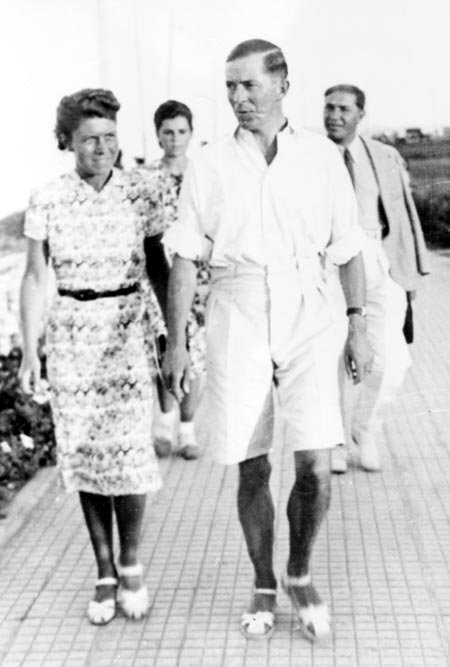
Maria Terwiel insieme a Helmut Himpel.

Nel settembre 1942 fu arrestata dalla Gestapo insieme al suo fidanzato Helmut Himpel, ricercati nell'ampia operazione contro la Rote Kapelle condotta dall'Abwehr. Tra i volantini e gli opuscoli rinvenuti, c'erano i sermoni del vescovo Clemens August Graf von Galen del luglio e agosto 1941 nei quali denunciò pubblicamente il programma di eutanasia Aktion T4. Fu condannata a morte il 26 gennaio 1943 e il 5 agosto 1943 fu ghigliottinata nella prigione di Plötzensee.

## Biografia
Nacque il 7 giugno 1910 a Boppard, nel 1931 completò l'Abitur presso il ginnasio di Stettino, dove il padre, Johannes Terwiel, funzionario pubblico prussiano e di religione cattolica, lavorava come vice-commissario provinciale, mentre la madre era ebrea, il che avrebbe limitato le aspirazioni professionali di Mimi dopo il 1933. Studiò legge a Friburgo, dove conobbe il suo futuro fidanzato Helmut Himpel, e anche a Monaco. Il padre, socialdemocratico, fu rimosso dall'incarico dopo l'ascesa al potere di Hitler nel 1933. La famiglia si trasferì a Berlino, dove trovò lavoro come segretaria in un'azienda tessile.
Secondo le leggi di Norimberga del 1935 fu classificata come "mezza ebrea", si rese conto di non poter più terminare gli studi perché non avrebbe mai potuto ottenere un posto di lavoro come avvocato. La sua dissertazione per la tesi era pronta per essere presentata alla Facoltà di Giurisprudenza e Scienze Politiche dell'Università Albert Ludwig di Friburgo nel 1935.
In base alle nuove leggi in vigore dovette dolorosamente accettare l'idea di non poter sposare Himpel ma, ciononostante, i due vissero insieme a Berlino: lui gestì uno studio dentistico e lei trovò lavoro ancora come segretaria in un'azienda tessile.

## Resistenza

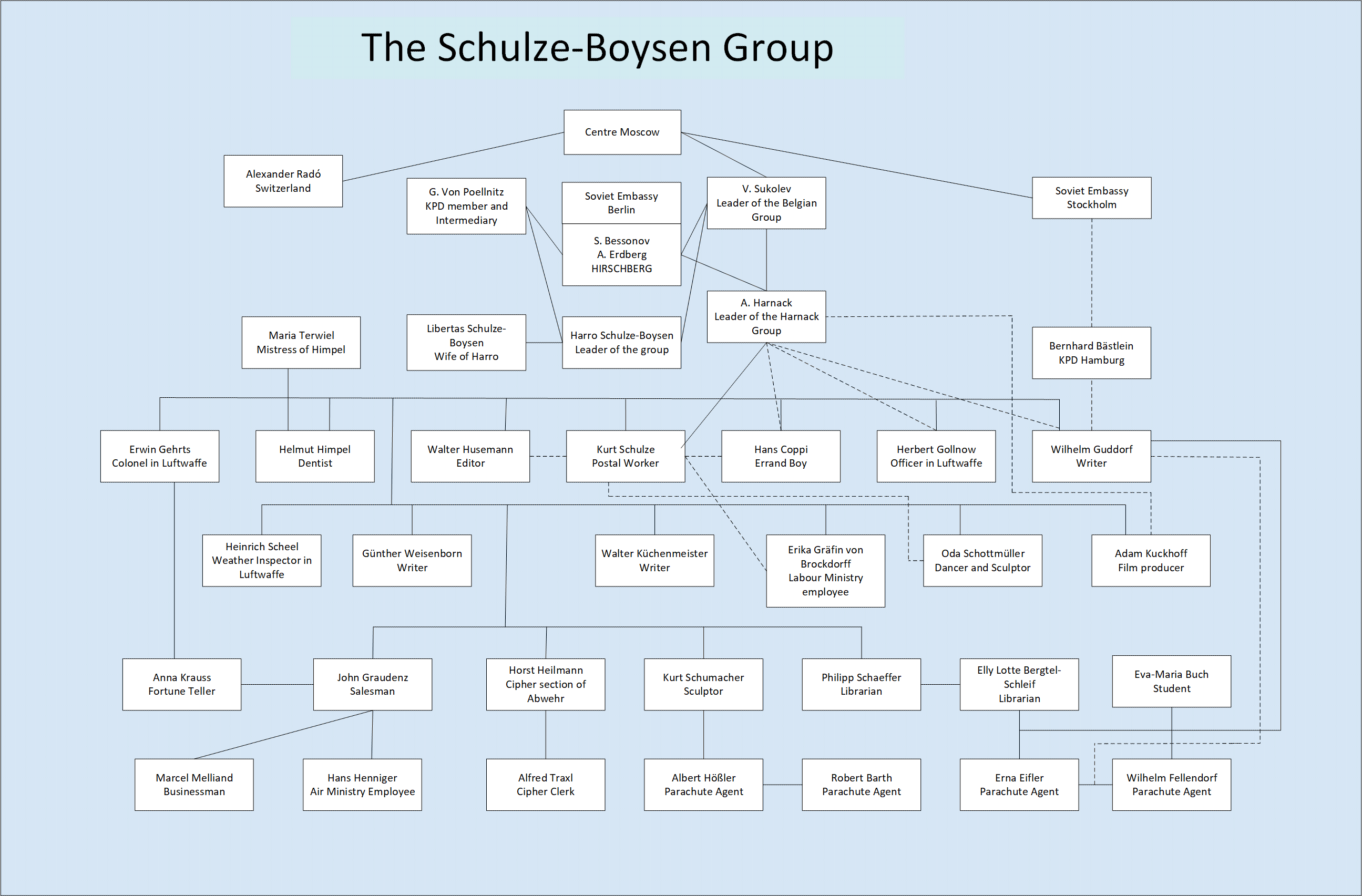
Il gruppo Schulze-Boysen in Germania.

Mentre Helmut continuò a curare segretamente e gratuitamente i pazienti ebrei, Maria iniziò ad aiutare gli ebrei in clandestinità fornendo loro documenti di identità e tessere annonarie. Lo scrittore comunista John Graudenz, paziente di Himpel, nel 1939-1940 li mise in contatto con il gruppo di resistenza più numeroso della città, incentrato sulle coppie Adam e Greta Kuckhoff, Harro e Libertas Schulze-Boysen e Arvid e Mildred Harnack. L'Abwehr e la Gestapo, a loro volta, collocarono la coppia nel quadro di una più ampia rete di spionaggio europea che, incentrandosi sui contatti sovietici e sui comunisti, fu identificata con il nome di Rote Kapelle.
Con la sua macchina da scrivere copiò il materiale antinazista fornito dal gruppo che, insieme a Himpel, Graudenz, il pianista Helmut Roloff e altri, fu recapitato alle persone più importanti o passato ai corrispondenti stranieri o distribuito a Berlino: questo materiale comprendeva il sermone del vescovo von Galen dove condannava il programma di eutanasia Aktion T4 e un testo critico intitolato "Die Sorge um Deutschlands Zukunft geht durch das Volk" (La paura per il futuro della Germania attanaglia il popolo). Firmato AGIS, il volantino fu scritto da Harro Schulze-Boysen con l'assistenza di John Sieg e riportò: "le torture e le crudeltà più vergognose vengono perpetrate su civili e prigionieri in nome del Reich" e che ogni giorno di guerra aumentava "il conto" che i tedeschi alla fine avrebbero dovuto pagare. "Chi", si chiedeva, "non vede ora che tutti i tanto decantati miglioramenti sociali del Terzo Reich, la creazione di posti di lavoro, la Volkswagen e molte altre cose non erano altro che preparazione alla guerra e agli armamenti?". L'unico mezzo che Hitler conosceva per alleviare la disoccupazione era "lo sterminio di milioni di persone attraverso una nuova guerra". Una vera e propria "rivoluzione socialista" era prevista per il futuro: il compito immediato dei "veri patrioti" e di "tutti coloro che hanno mantenuto il senso dei veri valori" era quello di fare, ove possibile, l'esatto contrario di ciò che il regime nazista richiedeva loro.
In una campagna avviata da Graudenz il 17 maggio 1942, Terwiel, Schulze-Boysen e altre diciannove persone attraversarono cinque quartieri di Berlino per incollare gli adesivi sui manifesti di propaganda della mostra nazista Das Sowjet-Paradies. L'adesivo recitava: "Mostra permanente. Il paradiso nazista. Guerra, fame, bugie, Gestapo. Per quanto tempo ancora?"

## Arresto
Dopo l'arresto avvenuto il 17 settembre 1942 e il brutale interrogatorio, il 26 gennaio 1943 fu condannata a morte per tradimento dal Reichskriegsgericht e ghigliottinata nella prigione di Plötzensee il 5 agosto 1943 a 33 anni. Helmut Himpel l'aveva preceduta a maggio nella stessa sorte. Del gruppo più ristretto della resistenza solo Helmut Roloff sarebbe sopravvissuto.
Tre giorni dopo la sentenza scrisse ai suoi due fratelli minori, Gerd e Ursula: "Non ho assolutamente paura della morte e certamente non del giudizio divino: questo almeno non dobbiamo temerlo. Rimanete fedeli ai vostri principi e rimanete sempre e comunque uniti". In una lettera di addio a una compagna di cella polacca, Krystyna Wituska, fornì la consulenza legale e formulò gli appelli di clemenza per i suoi compagni di prigionia, il suo fu respinto personalmente da Hitler.
Scrisse anche una canzone, "O Haupt voll Blut und Wunden", in cui chiedeva a Cristo di "apparirmi come uno scudo per confortarmi nella mia morte".